# Platypalpus nigrosetosus
Platypalpus nigrosetosus är en tvåvingeart som först beskrevs av Gabriel Strobl 1893.  Platypalpus nigrosetosus ingår i släktet Platypalpus och familjen puckeldansflugor. Arten har ej påträffats i Sverige. Inga underarter finns listade i Catalogue of Life.